# Crocallis auberti
Crocallis auberti är en fjärilsart som beskrevs av Charles Oberthür 1883. Crocallis auberti ingår i släktet Crocallis och familjen mätare. Inga underarter finns listade i Catalogue of Life.